# Egy Perc Híradó
Az Egy Perc Híradó (röviden: 1 perc) az MTVA saját gyártású, minden nap többször jelentkező rövid, 60 másodperces hírösszefoglalója, az M1-en, az M4 Sporton, az M5-ön, a Dunán, illetve a Duna Worldön. A műsort a Duna Média munkatársai szerkesztik. A házigazdák felváltva Lantos Csaba, Székely Áron, Falucskai Ivett, Hradeczky Viktor, Pető Bianka, Tomay Judit és Kertész Enikő. A műsor grafikájának a vezérszíne a többi híradáshoz hasonlóan kék.

## Története
Újdonságnak számított a 2015 tavaszán megújult M1-en az Egy Perc Híradó című műsor bemutatkozása. Az aktuális csatorna legfontosabb híreit egy percbe összetömörítő blokkot először 2015. március 15-én közvetítették. Naponta átlagosan 40–50 darabot vetítenek belőle az M1-en, illetve 5-öt az M4 Sporton. A műsort élőben közvetítik, óránként frissítik. Éjfél után öt alkalommal, felvétleről, minden óra egészkor jelentkezik – először 1:00-kor, legutoljára 5:00-kor.
Az M4 Sport csatorna lényegesen dinamikusabb arculatába történő beillesztése miatt jelentősen megváltozott a műsorszám grafikája. A műsor folyamán a képernyő bal alsó sarkában egy óra számol visszafelé 60-tól 00-ig, jelezve a műsor hosszát, közben a legfontosabb hírek szalagcíme is látható a képernyőn. 2015. szeptember 1-je és 2016 augusztusa között megjelent az úgynevezett newsticker (hírszalag), a pontos idő, és az időjárás jelző doboz is az M1-en vetített adásoknál.
A műsorszám arculata 2016. augusztus 6-tól ismételten változtatáson ment keresztül. Innentől a közmédia M5 csatornája is műsorra tűzi az Egy Perc Híradót. 2017 tavaszától a közszolgálati média fő adóján, a Dunán, és a nemzetközi Duna Worldön is látható, naponta többször a műsor.